# Mešano učenje
Mešano učenje (eng.: Blended Learning]) je obrazovni program (formalni i neformalni) koji kombinuje onlajn digitalne medije sa tradicionalnim metodama koji se koriste u učionici.Ono zahteva fizičko prisustvo i nastavnika i učenika.Učenici i dalje pohađaju tradicionalne škole u kojima je prisutan nastavnik, ali „lice u lice“ predavanja su kombinovana sa aktivnostima na kompjteru. Mešano učenje se takođe koristi i u profesionalnom razvoju i obuci.
Nedostatak konsenzusa o definisanju mešanog učenja dovelo je do poteškoća u istraživanju njegove efikasnosti u učionici. Mešano učenje u velikoj meri zavisi od konteksta i zato je teško naći univerzalnu koncepciju.
Mešano učenje se često povezuje sa „personalizovanim učenjem“ i difereciranom nastavom

## Terminologija
Termini kao što su „mešano učenje“, „hibridno učenje“, „nastava mešovitim režimom“, „nastava posredovana tehnologijom“ i „nastava unapređena internetom“ se često naizmenično koriste u literturi. Iako se koncept mešanog učenja prvi put razvio 1960-ih , formalna terminologija koja ga opisuje danas pojavila se krajem 90-ih. Jedno od prvih korišćenja ovog termina pojavljuje se 1999. u saopštenju u kojem je Interaktivni Centar za učenje, sa sedištem u Atlanti, objavio promenu imena u „EPIC Learning“. Ova objava navodi da „Kompanija trenutno upravlja sa 220 onlajn kurseva, ali će početi da nudi internet programe koristeći kompanijinu metodologiju mešanog učenja “. Termin „mešano učenje“ je u početku bio nejasan obuhvatajući širok spektar tehnologije i pedagoških metoda u varirajućim kombinacijama.Godine 2006.termin postaje konkretniji sa objavom prvog Priručnika Mešanog učenja ( eng. Handbook of Blended Learning), koji su napisali Bonk i Graham. „Sistemi mešanog učenja“su definisani kao sistemi učenja koji „kombinuju lice u lice nastavu i nastavu posredovanu tehnologijom“

## Modeli
Neke akademske studije sugerišu da je termin suvišan, ali postoje posebni modeli mešanog učenja koji su predloženi od starne istaživača i trusta mozgova. Ovi modeli uključuju:
- Upravljač licem u lice (eng.:Face-to-face driver) – gde nastavnik upravlja nastavom i argumentima uz pomoć digitalnih instrumenata
- Rotacija (eng.: Rotation) – učenici prolaze kroz raspored nezavisnih onlajn studija  i vremena provedenog u učionici licem u lice
- Fleksibilnost (eng.:Flex) – većina nastavnog plana je dostupna na digitalnoj platformi a nastavnici su dstupnii za lice u lice konsultacije i podršku
- Laboratorija (eng.: Labs)– ceo nastavni plan je dostupan na digitalnoj platformi. Učenici obično prisustvuju tradicionalnim časovima.
- Samo-mešanje (eng.:Self-blend) – Učenici biraju da povećaju  njihovu tradicionalnu nastavu sa onlajn kursevima
- Onlajn upravljač (eng.: Online driver) – Učenici završavaju kompletan kurs kroz onlajn platformu uz mogućnost provere nastavnika  . Ceo nastavni plan je dostupan na digitalnoj platformi a sastanci lice u lice su ugovoreni ukoliko su neophodni.

## Prednosti
Mešano učenje je navodno efektivnije od učenja „lice u lice“ i onlajn učenja. Koristeći kombinaciju onlajn digitalnog učenja i „jedan na jedan“ časova, učenici mogu da rade sami a nastavnici mogu da cirkulišu i pomognu pojedinim studentima kojima je to potrebno. Upotreba informacionih i komunikacionih tehnologija pokazala je poboljšanje stava učenika prema učenju .Mešano učenje takođe ima potencijala da smanji troškove obrazovanja, tako što  skupe udžbenike zamenjuju elektronskim uređajima koje učenici često donose na časove .Takođe, elektronske knjige, kojima se može digtalno pristupiti, mogu doprineti smanjenju troškova obrazovanja.Mešano učenje  takođe koristi softver koji automatski skuplja informacije o učenicima i meri njihov akademski napredak, što pruža roditeljima i nastavnicima detaljan izveštaj.Testovi se često automatski pregledaju,pa  učenii u trenutku dobijaju povratne informacije. Prednosti mešanog učenja zavise od kvaliteta programa kojise u okviru njega sprovode. Neki od pokazatelja odličnog programa mešanog učenja su olakšavanje učenja, dobra komunikacija i razmena ideja, pokazivanje zainteresovanosti za učenje, dobra organizacija, poštovanje studenata i pravedno ocenjivanje napretka.

## Nedostaci
Mešano učenje zavisi od tehničke opreme.Ova oprema mora biti pouzdana, laka za korišćenje i ažurna.Jedan od problema je taj što neki učenici nemaju stalan pristup internetu iako se njegova upotreba sve više povećava.Drugi aspekti koji mogu izazvati poteškoće kod mešanog učenja su problemi upravljanja u takvim okolnostima.Korišćenje tehnologije navodno dovodi do zaostajanja za gradivom.U istraživanju sprovedenom na četiri različita univerziteta,utvrđeno je da je samo polovina studenata redovno gledala video materijale i predavanja, dok je skoro 40% studenata odgledalo nekoliko nedelja predavanja odjednom.
Iz ugla nastavnika, zabeleženo je da pružanje povratne informacije u trenutku oduzima više vremena kada se koristi elektronika, u poređenju sa tradicionalnim ocenjivanjem.Korišćenje onlajn platforme može oduzeti više vremena nego tradicionalne metode i mogu biti skuplje, jer u nekim slučajevima provajderi usluga naplaćuju korišćenje usluga nastavnicima.

## Spoljašnje veze
- Blended_learning
- Rotation_model_of_learning
- Flex_model_of_learningSelf-blended_model_of_learning